# Klassiker (cykelløb)
 Denne artikel bør gennemlæses af en person med fagkendskab for at sikre den faglige korrekthed.
    En del vrøvl, og ingen forklaring på hvem der definere begrebet

Klassikere er i landevejscykling betegnelsen for de mest prestigefyldte endagsløb på den internationale løbskalender, der som regel har været kørt i en lang årrækkke og dermed er blevet "klassiske". Alle løbene foregår i Vesteuropa. 
Klassikerne består primært af løb i de fire traditionelle cykelsportsstormagter: Belgien, Frankrig, Italien og Spanien, som stammer fra cykelsportens pionerperiode 1890-1910. Men siden 2. Verdenskrig har enkelte andre løb – som fx det hollandske Amstel Gold Race – opnået status som "nyklassikere". 
Løbene bliver afholdt på omtrent samme tid hvert år, fra Milano-Sanremo i midten af marts til Lombardiet Rundt i midten af oktober.
Fra og med 2005 har de fleste klassikere været en del af UCI ProTour sammen med større etapeløb som Tour de France, Giro d'Italia, Vuelta a España og Paris-Nice, i tillæg til andre løb som ikke regnes som klassikere.
Nogle af de tidligere klassikere bliver ikke længere arrangeret. En af disse er Bordeaux-Paris, et 560 km langt løb, der blev afholdt fra 1891 til 1988.

## Cykelløb som regnes for klassikere
| Løb                        | Land     | Beskrivelse |
| -------------------------- | -------- | --- |
| Milan-Sanremo*             | Italien  | Årets første klassiker, løbets italienske navn er La Primavera, foregår i midten af marts. Arrangeret for første gang i 1907. |
| Flandern Rundt*            | Belgien  | Køres i begyndelsen af april. Arrangeret for første gang i 1913.                                                              |
| Paris-Roubaix*             | Frankrig | Bliver traditionelt kørt en uge efter Flandern Rundt. Arrangeret for første gang i 1896                                       |
| Amstel Gold Race           | Holland  | Køres i midten af april. Arrangeret for første gang i 1966                                                                    |
| La Flèche Wallonne         | Belgien  | Arrangeret for første gang i 1936.                                                                                            |
| Liège-Bastogne-Liège*      | Belgien  | Den ældste klassiker, første amatørudgave i 1892, første proudgave i 1894.                                                    |
| Rund um den Henninger Turm | Tyskland | Ikke del af ProTour. Kun en sæson som World Cup-løb, i 1995.                                                                  |
| Clásica de San Sebastián   | Spanien  | |
| Züri-Metzgete              | Schweiz  | |
| Paris-Bruxelles            | /        | |
| Paris-Tours                | Frankrig | |
| Lombardiet Rundt*          | Italien  | Den første udgave var i 1905, og blev kaldt Milano-Milano. Del af ProTour siden 2005.                                         |

* Monumenterne

## Monumenterne
De fem klassikere Liege-Bastogne-Liege, Flandern Rundt, Paris-Roubaix, Milano-Sanremo og Lombardiet Rundt kaldes under et for monumenterne, og regnes for de fineste endagsløb i cykelsporten. 
Kun tre ryttere, alle belgiere, har vundet alle de fem monument-løb: Roger De Vlaeminck, Rik Van Looy og Eddy Merckx. Ireren Seán Kelly var meget tæt på at blive medlem af den eksklusive klub ved tre lejligheder. Efter at have vundet de fire andre monumenter, blev han nummer to i Flandern Rundt i 1984, 1986 og 1987.

### Monument-vindere efter 1946
| År   | Milano-Sanremo       | Flandern Rundt       | Paris-Roubaix                    | Liège-Bastogne-Liège              | Lombardiet Rundt         |
| ---- | -------------------- | -------------------- | -------------------------------- | --------------------------------- | ------------------------ |
| 2024 | Jasper Philipsen     | Mathieu van der Poel | Mathieu van der Poel             | Tadej Pogačar                     | Tadej Pogačar            |
| 2023 | Mathieu van der Poel | Tadej Pogačar        | Mathieu van der Poel             | Remco Evenepoel                   | Tadej Pogačar            |
| 2022 | Matej Mohorič        | Mathieu van der Poel | Dylan van Baarle                 | Remco Evenepoel                   | Tadej Pogačar            |
| 2021 | Jasper Stuyven       | Kasper Asgreen       | Sonny Colbrelli                  | Tadej Pogačar                     | Tadej Pogačar            |
| 2020 | Wout van Aert        | Mathieu van der Poel | Aflyst pga. coronaviruspandemien | Primož Roglič                     | Jakob Fuglsang           |
| 2019 | Julian Alaphilippe   | Alberto Bettiol      | Philippe Gilbert                 | Jakob Fuglsang                    | Bauke Mollema            |
| 2018 | Vincenzo Nibali      | Niki Terpstra        | Peter Sagan                      | Bob Jungels                       | Thibaut Pinot            |
| 2017 | Michał Kwiatkowski   | Philippe Gilbert     | Greg Van Avermaet                | Alejandro Valverde                | Vincenzo Nibali          |
| 2016 | Arnaud Démare        | Peter Sagan          | Mathew Hayman                    | Wout Poels                        | Esteban Chaves           |
| 2015 | John Degenkolb       | Alexander Kristoff   | John Degenkolb                   | Alejandro Valverde                | Vincenzo Nibali          |
| 2014 | Alexander Kristoff   | Fabian Cancellara    | Niki Terpstra                    | Simon Gerrans                     | Daniel Martin            |
| 2013 | Gerald Ciolek        | Fabian Cancellara    | Fabian Cancellara                | Daniel Martin                     | Joaquim Rodríguez        |
| 2012 | Simon Gerrans        | Tom Boonen           | Tom Boonen                       | Maksim Iglinskij                  | Joaquim Rodríguez        |
| 2011 | Matthew Goss         | Nick Nuyens          | Johan Vansummeren                | Philippe Gilbert                  | Oliver Zaugg             |
| 2010 | Óscar Freire         | Fabian Cancellara    | Fabian Cancellara                | Aleksandr Vinokurov               | Philippe Gilbert         |
| 2009 | Mark Cavendish       | Stijn Devolder       | Tom Boonen                       | Andy Schleck                      | Philippe Gilbert         |
| 2008 | Fabian Cancellara    | Stijn Devolder       | Tom Boonen                       | Alejandro Valverde                | Damiano Cunego           |
| 2007 | Óscar Freire         | Alessandro Ballan    | Stuart O'Grady                   | Danilo Di Luca                    | Damiano Cunego           |
| 2006 | Filippo Pozzato      | Tom Boonen           | Fabian Cancellara                | Alejandro Valverde                | Paolo Bettini            |
| 2005 | Alessandro Petacchi  | Tom Boonen           | Tom Boonen                       | Aleksandr Vinokurov               | Paolo Bettini            |
| 2004 | Óscar Freire         | Steffen Wesemann     | Magnus Bäckstedt                 | Davide Rebellin                   | Damiano Cunego           |
| 2003 | Paolo Bettini        | Peter Van Petegem    | Peter Van Petegem                | Tyler Hamilton                    | Michele Bartoli          |
| 2002 | Mario Cipollini      | Andrea Tafi          | Johan Museeuw                    | Paolo Bettini                     | Michele Bartoli          |
| 2001 | Erik Zabel           | Gianluca Bortolami   | Servais Knaven                   | Oscar Camenzind                   | Danilo Di Luca           |
| 2000 | Erik Zabel           | Andrei Tchmil        | Johan Museeuw                    | Paolo Bettini                     | Raimondas Rumšas         |
| 1999 | Andrei Tchmil        | Peter Van Petegem    | Andrea Tafi                      | Frank Vandenbroucke               | Mirko Celestino          |
| 1998 | Erik Zabel           | Johan Museeuw        | Franco Ballerini                 | Michele Bartoli                   | Oscar Camenzind          |
| 1997 | Erik Zabel           | Rolf Sørensen        | Frédéric Guesdon                 | Michele Bartoli                   | Laurent Jalabert         |
| 1996 | Gabriele Colombo     | Michele Bartoli      | Johan Museeuw                    | Pascal Richard                    | Andrea Tafi              |
| 1995 | Laurent Jalabert     | Johan Museeuw        | Franco Ballerini                 | Mauro Gianetti                    | Gianni Faresin           |
| 1994 | Giorgio Furlan       | Gianni Bugno         | Andrei Tchmil                    | Jevgenij Berzin                   | Vjatseslav Bobrik        |
| 1993 | Maurizio Fondriest   | Johan Museeuw        | Gilbert Duclos-Lassalle          | Rolf Sørensen                     | Pascal Richard           |
| 1992 | Seán Kelly           | Jacky Durand         | Gilbert Duclos-Lassalle          | Dirk de Wolf                      | Tony Rominger            |
| 1991 | Claudio Chiappucci   | Edwig Van Hooydonck  | Marc Madiot                      | Moreno Argentin                   | Seán Kelly               |
| 1990 | Gianni Bugno         | Moreno Argentin      | Eddy Plankaert                   | Eric van Lancker                  | Gilles Delion            |
| 1989 | Laurent Fignon       | Edwig van Hooydonck  | Jean-Marie Wampers               | Seán Kelly                        | Tony Rominger            |
| 1988 | Laurent Fignon       | Eddy Planckaert      | Dirk Demol                       | Adri van der Poel                 | Charly Mottet            |
| 1987 | Erich Mächler        | Claude Criquielion   | Eric Vanderaerden                | Moreno Argentin                   | Moreno Argentin          |
| 1986 | Seán Kelly           | Adri van der Poel    | Seán Kelly                       | Moreno Argentin                   | Gianbattista Baronchelli |
| 1985 | Hennie Kuiper        | Eric Vanderaerden    | Marc Madiot                      | Moreno Argentin                   | Seán Kelly               |
| 1984 | Francesco Moser      | Johan Lammerts       | Seán Kelly                       | Seán Kelly                        | Bernard Hinault          |
| 1983 | Giuseppe Saronni     | Jan Raas             | Hennie Kuiper                    | Steven Rooks                      | Seán Kelly               |
| 1982 | Marc Gomez           | René Martens         | Jan Raas                         | Silvano Contini                   | Giuseppe Saronni         |
| 1981 | Fons De Wolf         | Hennie Kuiper        | Bernard Hinault                  | Josef Fuchs                       | Hennie Kuiper            |
| 1980 | Pierino Gavazzi      | Michel Pollentier    | Francesco Moser                  | Bernard Hinault                   | Fons De Wolf             |
| 1979 | Roger De Vlaeminck   | Jan Raas             | Francesco Moser                  | Dietrich Thurau                   | Bernard Hinault          |
| 1978 | Roger De Vlaeminck   | Walter Godefroot     | Francesco Moser                  | Joseph Bruyère                    | Francesco Moser          |
| 1977 | Jan Raas             | Roger De Vlaeminck   | Roger De Vlaeminck               | Bernard Hinault                   | Gianbattista Baronchelli |
| 1976 | Eddy Merckx          | Walter Planckaert    | Marc Demeyer                     | Joseph Bruyère                    | Roger De Vlaeminck       |
| 1975 | Eddy Merckx          | Eddy Merckx          | Roger De Vlaeminck               | Eddy Merckx                       | Francesco Moser          |
| 1974 | Felice Gimondi       | Cees Bal             | Roger De Vlaeminck               | Georges Pintens                   | Roger De Vlaeminck       |
| 1973 | Roger De Vlaeminck   | Eric Leman           | Eddy Merckx                      | Eddy Merckx                       | Felice Gimondi           |
| 1972 | Eddy Merckx          | Eric Leman           | Roger De Vlaeminck               | Eddy Merckx                       | Eddy Merckx              |
| 1971 | Eddy Merckx          | Evert Dolman         | Roger Rosiers                    | Eddy Merckx                       | Eddy Merckx              |
| 1970 | Michele Dancelli     | Eric Leman           | Eddy Merckx                      | Roger De Vlaeminck                | Franco Bitossi           |
| 1969 | Eddy Merckx          | Eddy Merckx          | Walter Godefroot                 | Eddy Merckx                       | Jean-Pierre Monseré      |
| 1968 | Rudi Altig           | Walter Godefroot     | Eddy Merckx                      | Valère Van Sweevelt               | Herman Van Springel      |
| 1967 | Eddy Merckx          | Dino Zandegù         | Jan Janssen                      | Walter Godefroot                  | Franco Bitossi           |
| 1966 | Eddy Merckx          | Edward Sels          | Felice Gimondi                   | Jacques Anquetil                  | Felice Gimondi           |
| 1965 | Arie den Hartog      | Jo de Roo            | Rik Van Looy                     | Carmine Preziosi                  | Tom Simpson              |
| 1964 | Tom Simpson          | Rudi Altig           | Peter Post                       | Willy Bocklant                    | Gianni Motta             |
| 1963 | Joseph Groussard     | Noël Foré            | Emile Daems                      | Frans Melckenbeeck                | Jo de Roo                |
| 1962 | Emile Daems          | Rik Van Looy         | Rik Van Looy                     | Jef Planckaert                    | Jo de Roo                |
| 1961 | Raymond Poulidor     | Tom Simpson          | Rik Van Looy                     | Rik Van Looy                      | Vito Taccone             |
| 1960 | René Privat          | Arthur Decabooter    | Pino Cerami                      | Albertus Geldermans               | Emile Daems              |
| 1959 | Miguel Poblet        | Rik Van Looy         | Noël Foré                        | Fred de Bruyne                    | Rik Van Looy             |
| 1958 | Rik Van Looy         | Germain Derycke      | Leon Van Daele                   | Fred de Bruyne                    | Nino Defilippis          |
| 1957 | Miguel Poblet        | Fred de Bruyne       | Fred de Bruyne                   | Frans Schoubben & Germain Derycke | Diego Ronchini           |
| 1956 | Fred de Bruyne       | Jean Forestier       | Louison Bobet                    | Fred de Bruyne                    | André Darrigade          |
| 1955 | Germain Derycke      | Louison Bobet        | Jean Forestier                   | Stan Ockers                       | Cleto Maule              |
| 1954 | Rik Van Steenbergen  | Raymond Impanis      | Raymond Impanis                  | Marcel Ernzer                     | Fausto Coppi             |
| 1953 | Loretto Petrucci     | Wim van Est          | Germain Derycke                  | Alois De Hertog                   | Bruno Landi              |
| 1952 | Loretto Petrucci     | Roger Decock         | Rik Van Steenbergen              | Ferdi Kübler                      | Giuseppe Minardi         |
| 1951 | Louison Bobet        | Fiorenzo Magni       | Antonio Bevilacqua               | Ferdi Kübler                      | Louison Bobet            |
| 1950 | Gino Bartali         | Fiorenzo Magni       | Fausto Coppi                     | Prosper Depredomme                | Renzo Soldani            |
| 1949 | Fausto Coppi         | Fiorenzo Magni       | Serse Coppi & André Mahé         | Camille Danguillaume              | Fausto Coppi             |
| 1948 | Fausto Coppi         | Briek Schotte        | Rik Van Steenbergen              | Maurice Mollin                    | Fausto Coppi             |
| 1947 | Gino Bartali         | Emiel Faignaert      | Georges Claes                    | Richard Depoorter                 | Fausto Coppi             |
| 1946 | Fausto Coppi         | Rik Van Steenbergen  | Georges Claes                    | Prosper Depredomme                | Fausto Coppi             |